# Francesco Romano (ciclista)
Francesco Romano (Vittoria, 9 luglio 1997) è un ciclista su strada italiano, vincitore di una tappa al Giro d'Italia Under-23 2017 e professionista nel biennio 2019-2020 con il team Bardiani CSF.

## Palmarès

### Strada
- 2016 (Team Pala Fenice, una vittoria)[1]

Trofeo San Leolino
- 2017 (Team Pala Fenice, quattro vittorie)[2]

Coppa Penna
6ª tappa Giro d'Italia Under-23 (Francavilla al Mare > Casalincontrada)
Memorial Daniele Tortoli
Trofeo Cav. Uff. Magni
- 2018 (Team Colpack, tre vittorie)[3]

Medaglia d'Oro Frare De Nardi
4ª tappa Vuelta a Navarra (Sarriguren > Ochagavía)
Classifica generale Vuelta a Navarra
- 2021 (Velo Racing Palazzago, quattro vittorie)[4]

1ª tappa Giro di Romagna per Dante Alighieri (Riccione > Gradara)
Trofeo Menci Castiglion Fiorentino
3ª tappa Giro del Veneto (Sospirolo > Falcade)
Coppa Messapica

## Piazzamenti

### Grandi Giri
- Giro d'Italia

2020: 91º

### Classiche monumento
- Giro di Lombardia

2019: non partito
2020: ritirato

### Competizioni europee
- Campionati europei

Nyon 2014 - In linea Junior: 7º